# シト・カルバー
クリストファー・S・カルバー（Christopher S. "Cito" Culver, 1992年8月26日 - ）はアメリカ合衆国ニューヨーク州ロチェスター出身のプロ野球選手（遊撃手）。右投右打。現在は、フリーエージェント（FA）。

## 経歴

### プロ入りとヤンキース傘下時代
2010年、MLBドラフト1巡目（全体32位）でニューヨーク・ヤンキースから指名され、6月18日に契約。ルーキー級ガルフ・コーストリーグ・ヤンキースで41試合に出場し、打率.269、2本塁打、18打点、6盗塁の成績だった。8月にA-級スタテンアイランド・ヤンキースへ昇格。15試合に出場した。
2011年はA-級スタテンアイランドで69試合に出場し、打率.250、2本塁打、33打点、10盗塁の成績だった。
2012年はA級チャールストン・リバードッグスで122試合に出場し、打率.215、2本塁打、40打点、22盗塁の成績だった。
2013年はメジャーのスプリングトレーニングに招待選手として参加した。開幕後はA級チャールストンで104試合に出場し、打率.232、8本塁打、29打点、13盗塁の成績だった。8月13日にA+級タンパ・ヤンキースへ昇格。16試合に出場し、打率.355、1本塁打、5打点の成績だった。
2014年はA+級タンパで132試合に出場し、打率.220、5本塁打、48打点、12盗塁の成績だった。
2015年はメジャーのスプリングトレーニングに参加。AA級トレントン・サンダーで開幕を迎え、80試合に出場。打率.194と低調だったが、7月25日にAAA級スクラントン・ウィルクスバリ・レイルライダースへ昇格。2試合に出場したが、5打数1安打に終わり、7月28日にAA級トレントンへ降格。降格後も25試合で打率.214と結果を残せなかった。9月1日にAAA級スクラントン・ウィルクスバリへ再昇格。昇格後のAAA級では6試合に出場し、打率.350、3打点だった。
2016年はAA級トレントンで93試合、AAA級スクラントン・ウィルクスバリで24試合、合計で117試合に出場し、打率.223、12本塁打、打点、2盗塁の成績だった。
2017年はAAA級スクラントン・ウィルクスバリで103試合に出場し、打率.254、4本塁打、51打点、1盗塁の成績だった。オフの11月6日にFAとなった。

### マーリンズ傘下時代
2018年2月8日にマイアミ・マーリンズとマイナー契約を結んだ。AAA級ニューオーリンズ・ベビーケークスで67試合に出場したが、打率.219、4本塁打、24打点という成績に終わった。オフの11月2日にFAとなった。

### 独立リーグ時代
2019年はカナディアン・アメリカン・リーグのロックランド・ボールダーズと契約。シーズン途中にウェイバー公示を経て同リーグのサセックスカウンティ・マイナーズ に移籍。
2020年はこの年からフロンティアリーグに加盟したサセックスカウンティ・マイナーズと、アメリカン・アソシエーションのファーゴ・ムーアヘッド・レッドホークスに所属した。
2021年もサセックスカウンティに所属。95試合に出場して打率.275、7本塁打、45打点を記録した。
2022年もサセックスカウンティで50試合に出場したが、打率.196、2本塁打、18打点と苦戦した。7月18日にウェイバー公示を経てフロンティアリーグのトリシティ・バレーキャッツに移籍。トリシティでは37試合に出場し、打率.329、6本塁打、18打点、3盗塁を記録した。
2023年はトリシティで95試合に出場し、打率.299、12本塁打、53打点、15盗塁を記録した。また10月にはベースボール・ユナイテッドのドラフトでムンバイ・コブラスから指名された。11月17日にアメリカン・アソシエーションのクリバーン・レイルローダーズにトレード移籍した。
2024年5月8日にクリバーンから自由契約となり、5月15日にアトランティックリーグのヘイガーズタウン・フライングボックスカーズと契約した。ここでは105試合に出場し、打率.273、14本塁打、57打点を記録した。シーズン終了後にFAとなった。

### メキシカンリーグ時代
2025年1月7日にリーガ・メヒカーナ・デ・ベイスボル（メキシカンリーグ）のキンタナロー・タイガースと契約を結んだが、シーズン開幕前の4月11日に自由契約となった。

## 人物
好きな野球チームはニューヨーク・ヤンキースで、好きな選手の一人に自身と同じ高卒でヤンキースに1巡目指名された遊撃手のデレク・ジーターを挙げている。